# Nagayama Kazuya
Kazuya Nagayama (sinh ngày 1 tháng 4 năm 1982) là một cầu thủ bóng đá người Nhật Bản.

## Sự nghiệp câu lạc bộ
Kazuya Nagayama đã từng chơi cho Kataller Toyama.